# Shopping Nova Iguaçu
O Shopping Nova Iguaçu é um centro comercial localizado no Bairro da Luz, na cidade de Nova Iguaçu, Brasil. O Shopping pertence ao grupo Ancar Ivanhoe, uma das maiores redes de shopping do país, e ocupa o mesmo local da antiga pedreira Vigné.

## História
O projeto arquitetônico do shopping é marcada pela arquitetura de Paulo Baruki, que possui vasta experiência em projetos de shoppings, e autor de diversos empreendimentos de grande porte no Brasil.
Sendo o único shopping do mundo construído em uma pedreira, que conseguiu seguir o cronograma de início e término de construção, atendendo data e hora da inauguração (28 de abril de 2016, às 17h) foram os grandes destaques do projeto.
O shopping atualmente tem 45.000 m² de área bruta locável(ABL), mas devido a sua área atual de 97.488 m² poderá aumentar a sua posição no ranking de shopping centers brasileiros.
Shopping Nova Iguaçu faz parte dos 23 empreendimentos do grupo Ancar Ivanhoe distribuídos nas cinco regiões do Brasil.
O shopping conta com aproximadamente 250 lojas, 07 salas de cinema Kinoplex, 7 âncoras e 17 mega lojas numa área construída de 45.000 m². O shopping é localizado no 6º maior município mais populoso do país, exceto capital, segundo a divulgação do IBGE.
A área do shopping fica as margens da antiga Estrada Rio-São Paulo, antiga rodovia federal, BR-465, e próxima da Via Light e Avenida Presidente Dutra.